# Uloborus georgicus
Uloborus georgicus es una especie de araña araneomorfa del género Uloborus, familia Uloboridae. Fue descrita científicamente por Mcheidze en 1997.
Habita en Georgia.